# 숭산
숭산(崇山, 1927년 8월 1일 ~ 2004년 11월 30일)은 대한민국의 승려다. 승려대학을 만들어 신불교를 전파하는 등 불교 개혁활동과, 외국에 불교를 알려 외국인 승려를 배출하는 등 많은 활동을 했다. 당호(堂號)는 숭산(崇山), 법명은 행원(行願)이며 속명은 이덕인이다.

## 출가
1927년 8월 1일(음력 7월 4일) 평안남도 순천에서 4대 독자로 출생하였다. 1940년 순천 공립학교를 졸업하고, 1944년 지하 독립운동에 가담했다가 일본 헌병대에 체포되었다 풀려났다. 1945년 평양 평양 공업고등학교를 졸업하고 이후 동국대학교에 입학했으나 좌우로 나누어 다툼을 벌리는 학생들을 보고, 운동이나 학문으로는 사회에 도움을 줄 수 없음을 깨닫고 입산, 1947년 10월 마곡사에서 계를 받아 출가했다.

## 수행
원각산 부용암에서 기도한 뒤 산을 내려와 고봉스님을 만나 수덕사에서 행선하였다. 절에서 다른 스님들이 수행하는 것을 돕기위해 놋사발과 냄비를 꺼내 마당에 늘어놓거나, 법당 부처님을 돌려놓고, 향로를 감나무 꼭대기에 올려놓는 등의 기행을 했는데, 비구니 처소의 고무신을 가져다 덕산스님 방 앞 댓돌 위에 늘어놓다가 들킨 일도 있었다.

## 득도
스승을 찾아 다니다가 춘성 스님을 만나 견성했음을 인정받고, 금봉, 금오 스님으로부터도 인가 받았다. 고봉 스님은 선문답을 나눈후 숭산을 얼싸안고 “네가 꽃이 피었는데, 내가 왜 네 나비 노릇을 못하겠느냐?”라고 했다는 일화가 있다.
1949년 1월 25일, 고봉스님이 건당식을 열고 숭산이라는 당호를 주었다. 이에 숭산은 법맥의 78대 조사가 되었다.

## 국내 활동
1949년 동국대학교 불교학과를 졸업하고, 1952년 12월 3일부터 1957년 7월 20일까지 육군에 복무하고 중위로 전역했다. 1958년 3월 15일 화계사 주지로 취임한 후 불교정화운동을 추진하였으며, 조계종 종의회 종회의원을 지냈다.
1960년 대한불교 신문사를 설립하여 초대 사장에 임명되었다.
1962년 대한불교 조계종 비상종회의장, 비구ㆍ대처 통합종단 비상종회 의장을 지냈고 승려 감찰제도를 설립하고, 승려 대학 교육을 실시했다.
또한 외국인 제자들을 위해 화계사에 국제선원과 계룡산에 무상사를 개원했다.

## 해외 활동
1966년부터 30년간 일본, 홍콩, 미국, 캐나다 토론토, 폴란드 바르샤바, 영국 런던, 스페인 팔마데마요르카, 브라질, 프랑스 파리, 싱가포르 등 세계 30여개국 120여군데에 홍법원 및 선원 개설하여 한국 불교의 선(禪)을 세계에 전파했다. 대표적인 외국인 제자로 대봉, 대광, 무상, 우봉, 무심, 무량, 해량, 현각, 청안 스님 등이다. ‘오직 모를 뿐’, ‘세계는 한송이 꽃’이라는 유명한 법문으로 달라이 라마, 틱낫한, 캄보디아 종정 마하 고사난다와 함께 세계 4대 생불로 불렸다.

## 수상
- 1985년 세계평화문화인대회 세계평화상
- 1997년 만해포교대상

## 저서
- 〈세계일화 1,2,3〉(가는 곳마다 큰 스님의 웃음, 큰 스님과의 대화, 산은 푸르고 물은 흘러간다.)(2001년) 불교춘추사
- 〈선의 나침반 1,2〉열림원
- 〈온 세상은 한송이 꽃〉(번역본 현암사)
- 〈부처님께 재를 털면(숭산스님의 가르침)〉(1999년) 여시아문, 저자 스티븐미첼 번역 현각
- 〈오직 할 뿐〉(2001년) 물병자리, 저자 무량 무심
- 〈천강에 비친 달〉
- 〈허공의 뼈를 타고〉
- 〈도화집〉(2005년) 홍법원
- 〈오직 모를 뿐〉(2000년) 물병자리, 저자 현각

## 같이 보기
- 마음챙김